# Sal y Mileto
Sal y Mileto est un groupe équatorien de punk rock, originaire de Latacunga, Cotopaxi.

## Histoire
Ils mettent en scène Ceremonia con sangre, con tinta sangre del Ecuador, considérée par plusieurs critiques comme la première pièce de théâtre rock du pays. En 1997, ils adaptent Kito con K, composant la bande-son de quelques séries télévisées et participe avec 3 chansons à la bande-son du film Ratas, ratones, rateros du réalisateur Sebastián Cordero.
En 1996, Felipe Cisternas (saxo et claviers) se joint au groupe. La meilleure proposition musicale, selon la presse équatorienne, remporte cette critique grâce à l'enregistrement des morceaux Ceremonia con sangre, con tinta sangre del corazón et Kito Kon K écrites par Peky Andino, comme l'a rapporté Diario El Comercio lors de la reprise de Kito Kon K en 2009. La même année, la pièce rompt avec la manière traditionnelle de traiter le théâtre équatorien [...] Aujourd'hui, Sal y Mileto est une légende vivante.
Le 16 octobre 1999, ils se produisent sur la scène Media Torta de Rock al parque, à Bogota, en Colombie, le plus grand festival de musique indépendant et gratuit d'Amérique latine. « Considéré par les critiques comme l'un des meilleurs de toute l'histoire de Rock al parque, en raison de la qualité des groupes invités [...] 225 000 personnes assistent au festival sur les scènes traditionnelles de la Media Torta et du Parque Simón Bolívar ».
En 2005, le groupe est récompensé dans la catégorie « meilleur de la musique de la jeunesse équatorienne, des années 1970, 1980, 1990, 2000, et le meilleur de 2005 » en tant que projet pilote du projet Mis Bandas Nacionales. « Lors de cet événement, des groupes et artistes tels que Sal y Mileto, Gabriela Villalba, TercerMundo, Cacería de Lagartos, Cruks en Karnak, Tranzas, Jaime Guevara, Contravía, Umbral, Dvd, Tomback, Alicia se Tiró por el Parabrisas, SIQ, La Grupa, Metamorfosis, et Mozarella, parmi beaucoup d'autres ».
La première présentation officielle du MBN Ecuador 2006 a lieu le 26 janvier 2007 au Salon de la ville. Sont récompensés les groupes et artistes Jaime Guevara, Blaze, Margarita lazo, Jaime Enrique Aymara, Curare, Fausto Miño, Sal y Mileto et Hipatia Balseca, ainsi que des personnalités et des autorités du district métropolitain de Quito, comme la maire adjointe Margarita Carranco et le conseiller Pablo Ponce.

## Discographie
- 1995 : A propósito de un día común (cassette démo)
- 1999 : Sal y Mileto
- 2001 : Disko Cero
- 2003 : Tres
- 2004 : In situ (album live)
- 2008 : El dolor (EP)
- 2009 : Sal y Mileto Elektroakústiko
- 2013 : Va... Zuko
- 2020 : Kuántico HP (EP)